# Jaka Daneu
Jaka Daneu, slovenski košarkar, * 3. februar 1971, Ljubljana, SR Slovenija.

## Poklicna kariera
Daneu je igral za Smelt Olimpijo, Czarni Słupsk in Geoplin Slovan.

## Slovenska reprezentanca
Daneu je bil član slovenske košarkarske reprezentance od leta 1992. Tekmoval je na evropskem prvenstvu leta 1993, 1995, 1997 in 1999. He represented Slovenia officially at 67 games and scored a 362 points.

## Zasebno življenje
Med pandemijo covida-19 je kot prostovoljec sodeloval kot računalniški programer pri državnem projektu Sledilnik, ki je spremljal statistične podatke o bolezni v Sloveniji. Januarja 2022 je za svoj prispevek zmagal v glasovanju poslušalcev nacionalne radijske postaje Val 202 za ime tedna.
Ima dva sinova in hčerko, ki se vsi ukvarjajo s košarko. Njegov oče je košarkar Ivo Daneu, sin pa Žiga Daneu.